# HealthNet TPO
Stichting HealthNet Transcultural Psychosocial Organisation of kortweg HealthNet TPO is een Nederlandse niet-gouvernementele organisatie die werkt in oorlogs- en rampgebieden. HealthNet TPO heeft als missie de zelfredzaamheid van fragiele staten op het gebied van gezondheidszorg te vergroten. In samenwerking met lokale gemeenschappen die buitengesloten zijn van goed functionerende gezondheidszorg, bouwt en herstelt deze stichting gezondheidssystemen. Dit doet HealthNet TPO door internationale expertise te combineren met lokale tradities.
De organisatie stelt zich ten doel bij te dragen aan een duurzameverbetering van de gezondheid, waaronder de geestelijke gezondheid, van kwetsbare, met uitsluiting bedreigde bevolkingsgroepen.
HealthNet TPO is in 1992 voortgekomen uit Artsen zonder grenzen, om het gat te kunnen dichten tussen noodhulpverlening en structurele ontwikkelingshulp. HealthNet TPO is een fusie van HealthNet International (HNI) en de Transcultural Psychosocial Organization (TPO). HNI heeft kennis en ervaring in het versterken van de gezondheidsstructuren en het behandelen van overdraagbare ziekten. TPO is een toonaangevende organisatie op het gebied van psychosociale hulpverlening en wetenschappelijk onderzoek naar psychosociale gevolgen van oorlogen en rampen.
De praktijkervaring van HNI gecombineerd met de academische achtergrond van TPO maakt het mogelijk om innovatieve zorgsystemen te ontwikkelen en te implementeren in oorlogs- en rampgebieden.

## Thema's
1. Geestelijke gezondheid en psychosociale zorg: schending van mensenrechten, verkrachting, geweld en ontvoering kunnen diepe sporen achterlaten. HealthNet TPO werkt aan duurzame hulpprogramma’s die gericht zijn op het omgaan met psychosociale en geestelijke problemen, door zelfvertrouwen te versterken, emotionele steun te bieden, het probleemoplossend vermogen van mensen te vergroten en ondersteunende systemen te versterken.
2. Ziektebestrijding: globalisatie en migratie leiden tot - onder andere – een snelle verspreiding van besmettelijke ziekten. Niet alleen bekende ziekten zoals hiv, malaria en tuberculose, maar ook minder bekende ziekten verspreiden zich snel. HealthNet TPO werkt aan het voorkomen en behandelen van ziekten, door zich actief te wijden aan kosteneffectieve gezondheidszorg met heldere doelen en meetbare resultaten.
3. Gezondheidsfinanciering: HealthNet TPO tracht  een sociaal vangnet te creëren door mensen bijeen te brengen in coöperaties waarin zij allemaal een klein bedrag betalen voor gezondheidszorg. Dit vormt de eerste stap tot een duurzame zorgverzekering die uiteindelijk onafhankelijk van externe financiering wordt en zichzelf kan bedruipen.
4. Versterken van zorgsystemen: daar waar noodhulp niet langer noodzakelijk is helpt HealthNet TPO de lokale bevolking met het opzetten en versterken van zorgvoorzieningen, het herstellen van infrastructuren, het trainen van artsen en hulpverleners en het geven van gezondheidsvoorlichting.

Subthema's
a. Community mobilization: HealthNet TPO integreert in al haar programma's gemeenschapsactiviteiten. Community mobilization is een breed concept dat HealthNet TPO voortdurend onderzoekt om beter inzicht te verkrijgen in het geloof en de problemen van de bevolking en om in een later stadium veranderingen te kunnen implementeren.
b. Capaciteitsontwikkeling: HealthNet TPO werkt aan lokale capaciteitsontwikkeling. HealthNet TPO's projecten hebben altijd als doel mensen in staat te stellen het zelf te doen. Capaciteitsontwikkeling is daarom gericht op personele ontwikkeling, organisationele ontwikkeling en institutionele ontwikkeling.

## Landen
- Afghanistan
- Burundi
- Cambodja
- DR Congo
- Nederland
- Nepal
- Pakistan
- Sri Lanka
- Zuid-Soedan